# ロビン・ネリッセ
ロビン・ネリッセ（オランダ語: Robin Nelisse、1978年1月25日 - ）は、オランダ・南ホラント州ロッテルダム出身の元サッカー選手。旧オランダ領アンティル代表である。ポジションはFW。

## 経歴
1997-98シーズンにフェイエノールトでプロとなる。その後、SCカンブール・レーワルデン、AZアルクマール、FCユトレヒトを経てレッドブル・ザルツブルクに移籍。2011年8月10日に膝の故障のため、プロ引退を発表した。

## 獲得タイトル

### クラブタイトル
フェイエノールト
- エールディヴィジ 1998-1999

レッドブル・ザルツブルク
- オーストリア・ブンデスリーガ 2008-2009